# 8è Exèrcit (Regne Unit)
El 8è Exèrcit és una de les formacions més conegudes de la Segona Guerra Mundial, combatent a les campanyes del nord d'Àfrica i a Itàlia.
Va ser una formació britànica, i sempre va ser comandada per generals britànics. El seu personal provenia de tota la Commonwealth, complementats per unitats compostes per exiliats de l'Europa ocupada pels Nazis. Les unitats subordinades provenien d'Austràlia, Índia, Canadà, Forces de la França Lliure, Grècia, Nova Zelanda, Polònia, Rhodèsia, Sud-àfrica i el Regne Unit.
Entre les unitats que van passar pel 8è Exèrcit trobem el I Cos Australià, el V Cos Britànic, el X Cos Britànic, el XIII Cos Britànic, el XX Cos Britànic, el I Cos Canadenc, el II Cos Polonès, la 7a Divisió Cuirassada britànica (les Rates del Desert), la 50a Divisió d'Infanteria (Northúmbria), la 51a Divisió d'Infanteria (Highland) i la 2a Divisió Neozelandesa).

## Antecedents
El canal de Suez, situat a Egipte, era vist com una via vital de l'Imperi Britànic que unia Gran Bretanya amb les seves possessions colonials a l'est, especialment l'Índia Britànica. També tenia una importància econòmica i de prestigi. Per mantenir-ho, Egipte va ser ocupat el 1882 i posteriorment es va establir un protectorat. Durant el període d'entreguerres, l'Orient Mitjà i el canal van guanyar més importància a mesura que la producció de petroli es va expandir i es van desenvolupar enllaços aeris entre Gran Bretanya i l'Índia britànica. El 1935, la política britànica va canviar en veure Itàlia com la principal amenaça cap als interessos britànics a l'Orient Mitjà, a causa de les seves ambicions colonials, així com la seva acumulació militar i la invasió d'Etiòpia. El tractat anglo-egipci de 1936 va seguir, abans que les tensions s'acumulessin amb una declaració conjunta, el 2 de gener de 1937, d'Itàlia i Gran Bretanya per mantenir l'statu quo al voltant del Mediterrani. Tanmateix, les relacions es van deteriorar ràpidament i es van enviar reforços britànics a Egipte. Les tropes van ser traslladades des de prop del Caire i des de la zona del canal fins a Mersa Matruh, a 270 km a l'oest d'Alexandria al desert occidental, per estar en condicions de protegir Egipte d'una possible invasió italiana des de la seva colònia Líbia.

## Organització
El 8è Exèrcit va formar-se a partir de la Força del Desert Occidental al setembre de 1941, nomenant-se pel comandament al Tinent General Sir Alan Cunningham. El seu nombre provenia de què mentre que els francesos havien situat prèviament 7 exèrcits durant la guerra, els britànics havien situat la Força Expedicionària Britànica.
En el moment de la seva creació, el 8è Exèrcit estava compost per 2 Cossos: el XXX Cos Britànic, a les ordres del Tinent General Willoughby Norrie i el XIII Cos Britànic, sota el Tinent General Reade Godwin-Austen. El XXX Cos estava format per la 7a Divisió Cuirassada (Major General William Gott), la 1a Divisió Sudafricana (Major General George Brink) i la 22a Brigada de Guàrdies. El XIII Cos estava compost per la 4a Divisió Índia d'Infanteria (Major General Frank Messervy), la 2a Divisió Neozelandesa (Major General Bernard Freyberg) i la 1a Brigada de Tancs de l'Exèrcit. El 8è Exèrcit també incloïa la guarnició de Tobruk (la 70a Divisió d'Infanteria britànica (Major General Ronald Scobie) i la Brigada de la Carpàtia Polonesa. En reserva, el 8è Exèrcit tenia la 1a Divisió d'Infanteria Sudafricana, fent un total de 7 Divisions.
En el moment de la Segona Batalla d'El Alamein estava compost per uns 220.000 homes en 10 divisions, així com diverses brigades independents.

## Accions

### Nord d'Àfrica

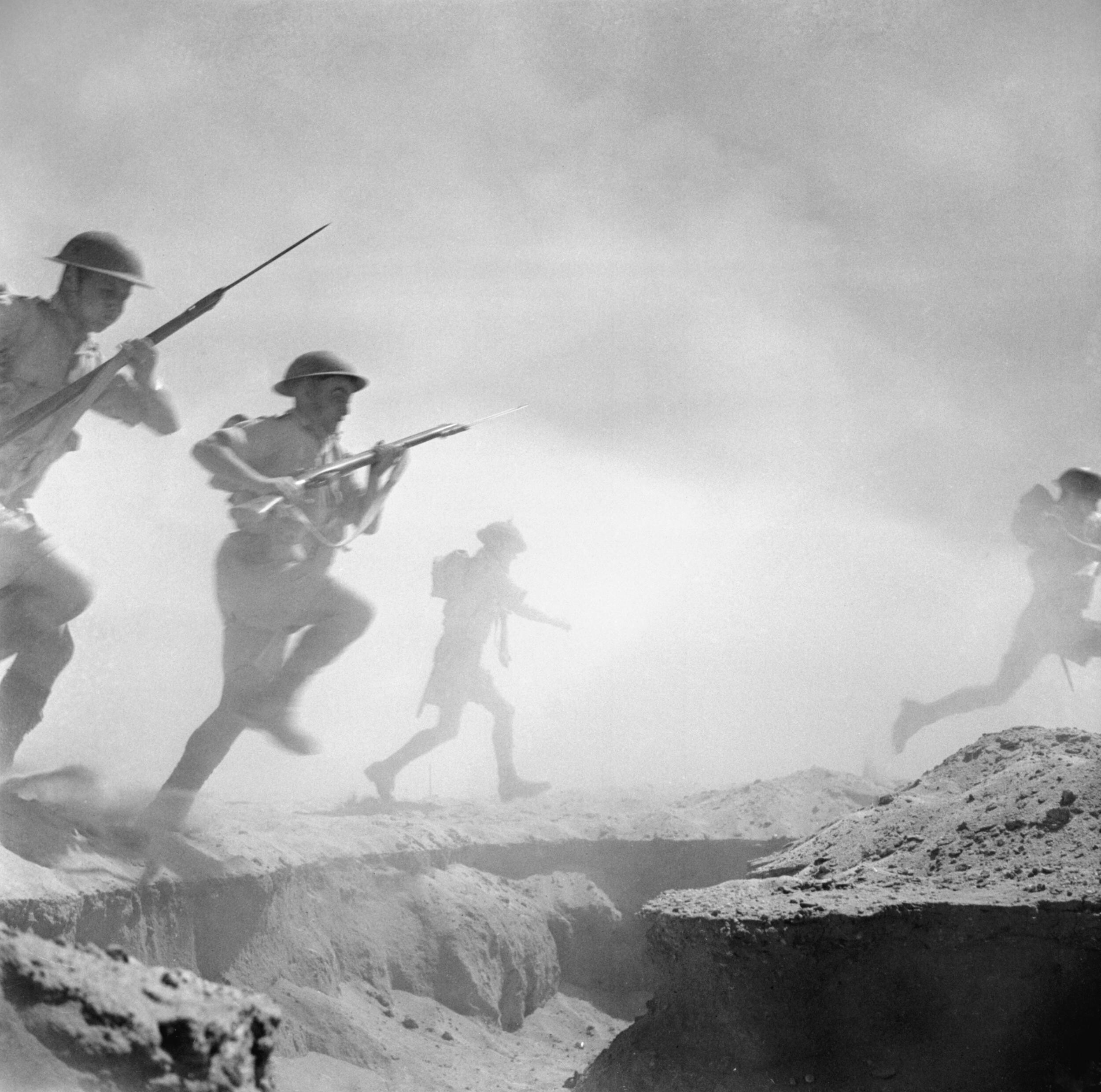
Infanteria australiana avançant durant la Batalla d'El Alamein

El 8è Exèrcit entrà en acció per primera vegada com a exèrcit durant l'Operació Crusader, l'operació aliada per rellevar la ciutat assetjada de Tobruk, el 17 de novembre de 1941, quan travessà la frontera egípcia endinsant-se a Líbia per atacar l'Afrika Korps d'Erwin Rommel.
El 26 de novembre el Comandant en Cap de l'Orient Mitjà, General Sir Claude Auchinleck, substituí a Cunningham pel Major General Neil Ritchie, després dels desacords que hi havia hagut entre Auchinleck i Cunningham. Tot i haver aconseguit diversos èxits tàctics, Rommel es veié obligat a abandonar Tobruk i a finals de 1941 va haver de retrocedir fins a El Agheila. Al febrer de 1942, Rommel havia reagrupat les seves forces prou per fer retrocedir les sobreexteses línies del 8è Exèrcit fins a la línia de Gazala, a l'oest de Tobruk. En aquest punt, ambdós exèrcits van començar un període de preparar les seves forces per llançar noves ofensives, però va ser Rommel qui es va avançar, obligant al 8è Exèrcit a retirar-se de la posició de Gazala.
Ritchie demostrà ser incapaç d'aturar a Rommel i va ser substituït pel mateix Auchinleck, prenent directament el comandament de l'exèrcit. L'Exèrcit Panzer Afrika va ser momentàniament aturat per Auchinleck a la Primera Batalla d'El Alamein. Auchinleck, desitjant aturar-se i reagrupar el 8è Exèrcit, que havia consumit gran part de les seves forces durant la batalla per aturar a Rommel, es veié sotmès a una gran pressió política per part de Winston Churchill per contraatacar immediatament. Es demostrà incapaç de construir res sobre el seu èxit a El Alamein i va ser substituït a l'agost de 1942 com a Comandant en Cap de l'Orient Mitjà per General Alexander, i com a comandant del 8è Exèrcit pel Tinent General William Gott. Gott va morir en un accident d'aviació quan es dirigia cap al seu nou destí, de manera que va ser substituït pel Tinent General Bernard Montgomery. Tant Alexander com Montgomery van ser capaços de resistir la pressió de Churchill, reforçant l'exèrcit i afegint una formació, el X Cos Britànic als XXX i XIII Cossos ja existents.
A inicis de novembre de 1942, el 8è Exèrcit derrotà a Rommel en la decisiva Segona Batalla d'El Alamein, perseguint a les derrotades forces de l'Eix a través de Líbia i arribant a la línia defensiva de Mareth a la frontera de Tunísia al febrer de 1943, a on es trobà subordinada al 18è Grup d'Exèrcits. El 8è Exèrcit superà el flanc de les defenses de Mareth al març de 1943 i va combatre amb el 1r Exèrcit Britànic, l'altre component del 18è Grup d'Exèrcits, que estava combatent a Tunísia des de novembre de 1942. Al maig de 1943, les forces de l'Eix al nord d'Àfrica es van rendir.

### Campanya d'Itàlia
Seguidament el 8è Exèrcit participà en la Campanya d'Itàlia, que començà amb l'Operació Husky, la invasió de l'illa de Sicília per 8è Exèrcit i pel 7è Exèrcit americà. Quan els aliats van prosseguir amb la invasió de la Itàlia continental, elements del 8è Exèrcits van desembarcar al taló d'Itàlia a l'Operació Baytown i a Tàrent a l'operació Slapstick. Després d'enllaçar pel flanc esquerre amb el 5è Exèrcit americà, que havia desembarcat al golf de Salern, a la costa oest d'Itàlia, al sud de Nàpols, el 8è Exèrcit continuà lluitant en la seva escalada d'Itàlia al flanc est de les forces aliades.
A finals de 1943, el General Montgomery va ser destinat al Regne Unit per començar els preparatius de la invasió de Normandia, i traspassant el comandament del 8è Exèrcit al Tinent General Oliver Leese.
Després de 3 intents fracassats del 5è exèrcit americà a inicis de 1944 de trencar la Línia d'Hivern alemanya, el 8è Exèrcit es desplaçà de la costa adriàtica a l'oest dels Apenins a l'abril de 1944 (amb l'excepció del V Cos, per tal de muntar una gran ofensiva amb destinació Roma. Aquesta 4a batalla de Monte Cassino va ser reeixida, amb el 8è Exèrcit endinsant-se a la Itàlia central i el 5è Exèrcit entrant a Roma a inicis de juny.

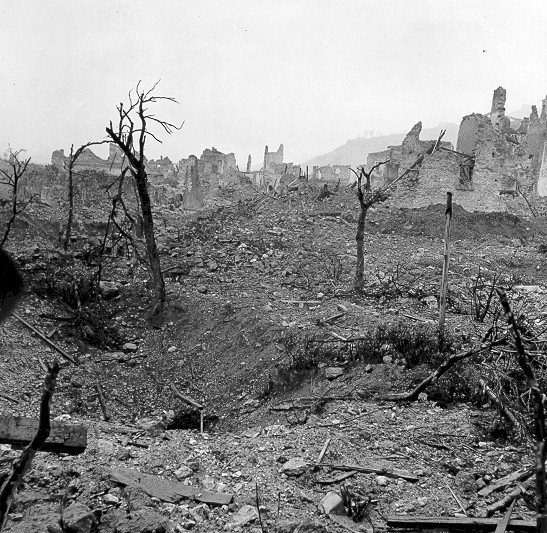
Batalla de Monte Cassino

### Itàlia central i la Línia Gòtica
Després de la captura aliada de Roma, el 8è Exèrcit continuà la lluita cap al nord, a través de la Itàlia central amb Florència com a objectiu. El final de la campanya d'estiu trobà a les forces aliades davant de la Línia Gòtica. El 8è Exèrcit tornà a la costa adriatica i si bé aconseguí forçar les defenses de la Línia Gòtica, no va poder entrar a la vall del Po abans de l'arribada de l'hivern, veient-se forçats a aturar una seriosa operació ofensiva. Durant l'octubre Leese va ser destinat a la Comandància del Sud-est Asiàtic, sent substituït pel Tinent General Richard McCreery.
L'Ofensiva de primavera de 1945 a Itàlia va fer tornar a l'acció al 8è Exèrcit. Conjuntament amb el 5è Exèrcit americà al flanc esquerre, durant l'abril aïllà i destruí grans formacions del Grup d'Exèrcits C que defenien Bolonia i realitzaren un veloç avanç pel nord-est italià, introduint-se a Àustria. Els problemes arribaren quan es trobaren les forces britàniques i iugoslaves. Les forces de Tito intentaven controlar la zona de Venezia Giulia. Van arribar-hi abans que els britànics, i es mostraven molt actius en la prevenció de l'establiment d'un govern militar com el que s'havia establert a la resta del país. Van arribar fins al punt de restringir els subministraments que es dirigien cap a la zona d'ocupació britànica a Àustria i van intentar conquerir part del país. El 2 de maig de 1945, la 2a Divisió Neozelandesa alliberà Trieste, i el mateix dia el 4t Exèrciu Iugoslau, juntament amb el 9è Cos Eslovè NOV entraren a la ciutat.
Durant els primers temps, el 8è Exèrcit va viure moltes tribulacions. No obstant això, a partir de la Segona Batalla d'El Alamein, el pitjor que es podia dir de les seves operacions és que s'havien convertit temporalment en punts morts. El seu avanç des d'El Alamein fins a Tunísia és considerat com un dels grans èxits logístics de tots els temps, i es va distingir lluitant en unes dures condicions durant la Campanya d'Itàlia. Va acabar els seus dies redenominat Forces Britàniques a Àustria.